# Conger wilsoni
Conger wilsoni är en fiskart som först beskrevs av Bloch och Schneider, 1801.  Conger wilsoni ingår i släktet Conger och familjen havsålar. Inga underarter finns listade i Catalogue of Life.